# Living in America (album The Sounds)
Living in America è il primo album discografico del gruppo musicale new wave svedese The Sounds, pubblicato nel 2002.

## Tracce
1. Dance with Me – 3:16
2. Living in America – 3:28
3. Mine for Life – 4:42
4. Reggie – 3:20
5. Like a Lady – 3:31
6. Hit Me! – 2:19
7. Rock & Roll – 3:55
8. Fire – 3:17
9. Hope You're Happy Now – 4:06
10. Seven Days a Week – 3:03
11. Riot – 2:58